# Campionato francese di rugby a 15 1948-1949
Il Campionato francese di rugby a 15 di prima divisione 1948-1949 fu vinto dal Castres olympique che sconfisse lo Stade montois in finale.

## Formula
Il campionato fu disputato da 48 squadre divise in 6 gruppi di 8. Le prime 4 ammesse alla seconda fase a gironi
Suddivise in 8 gironi di 3, le prime due furono ammesse agli ottavi di finale

## Contesto
Il Torneo delle Cinque Nazioni 1949 fu vinto dall'Irlanda, la Francia terminò seconda. La Coppa di Francia fu vinta dal CA Bègles che sconfisse lo Stade toulousain in finale.

## Seconda fase di qualificazione
(In grassetto le qualificate al turno successivo)
| - AS Béziers - FC Auch - Stadoceste tarbais      | - CA Bègles - USA Limoges - US Dax                              | - FC Lourdes - US Bergerac - US Montauban     |
| - AS Montferrand - Tyrosse RCS - Section paloise | - CA Brive - RC Toulon - AS Soustons                            | - Castres olympique - Stade montois - Valence |
| - CS Vienne - SU Agen - Lyon OU                  | - Biarritz olympique - Stade toulousain - Paris université club |                                               |

## Ottavi di finale
(In grassetto le qualificate ai quarti)
- Castres olympique  - USA Limoges   21-6'
- RC Toulon   - Biarritz olympique 11-3
- CS Vienne - Tyrosse RCS 11-3
- SU Agen - CA Bègles  11-3
- Stade montois - Stadoceste tarbais    11-0
- Stade toulousain - FC Auch   9-8
- CA Brive - US Montauban   8-3
- AS Montferrand  - FC Lourdes 16-8

## Quarti di finale
(In grassetto le qualificate alle semifinali)
- Castres olympique  - RC Toulon 17-6
- CS Vienne - SU Agen 14-6
- Stade montois - Stade toulousain 6-5
- CA Brive - AS Montferrand 8-0

## Semifinali
(In grassetto le qualificate alla finale)
- Castres olympique - CS Vienne 12-6
- Stade montois - CA Brive 8-0

## Finale
| Tolosa maggio 1949 | Castres olympique | 3 – 3 | Stade montois | Stade des Ponts-Jumeaux |

Fu necessario un doppio incontro di finale dopo che il primo era terminato in parità
| Arbitro: | Lucien Barbe |

| |            | |
| mete: Matheu Balent e Coll trasf.: Pierre-Antoine Drop: Torrens | Marcatori  | mete: Larrezet |
| Clément Fité André Alary Jacques Larzabal Victor Lachat Jean Pierre-Antoine René Coll Jean Matheu-Cambas Raphael Lopez André Chanfreau Albert Torrens Armand Balent Robert Espanol Raymond Fabre Maurice Siman Joseph Moreno | Formazioni | Léonce Beheregaray Pierre Pascalin André Brocas Pierre Casassus Jean-Noël Brocas Georges Berrocq-Irigoin René Lasserre Jacques Larrezet Jean Darrieussecq Emmanuel Baradat André Labeyrie Jean Loyola Jean Dachary Rémy Cabos Albert Bonnecaze |